# Classement alphabétique
Cette page contient des caractères spéciaux ou non latins. S’ils s’affichent mal (▯, ?, etc.), consultez la page d’aide Unicode.
Pour le personnage de bande dessinée, voir Ordralfabétix.
Le classement alphabétique est le système de mise en ordre d'un ensemble de mots sur la base des signes qui les composent. Il est plus complexe que le seul ordre alphabétique, simple classement de ces signes eux-mêmes pris isolément. Bien qu'on en ait vu quelques tentatives sous diverses latitudes et à diverses époques et qu'il ait été présent dans la Souda, encyclopédie byzantine du Xe siècle contenant 30 000 entrées, le classement alphabétique restera une curiosité réservée aux érudits jusqu'en 1286, date où selon Donald Knuth il se généralise (voir plus bas).
Le classement alphabétique des mots ou des noms resta même longtemps après cette date une spécialité purement européenne : jusqu'au milieu du XXe siècle, par exemple, les dictionnaires non-occidentaux demeurèrent classés par thèmes ou par racines grammaticales.
Cette invention révolutionna l'activité commerciale en Occident : il devint possible de travailler avec des listes de plusieurs centaines – voire de milliers – de noms de clients, articles, fournisseurs, villes, sous-traitants, créanciers, débiteurs et correspondants divers sans plus de difficulté de recherche que sur une liste désordonnée d'une vingtaine de noms. Elle révolutionna aussi l'activité savante et la structure des ouvrages grâce à la constitution d'index et à la mise en place de dictionnaires et d'encyclopédies faciles à consulter.

## Histoire
Les écritures alphabétiques, syllabiques ou alphasyllabiques ont toutes adopté un classement de leurs graphèmes, tâche facilitée par le nombre réduit de signes. Les écritures logographiques, quant à elles, devant le nombre important de caractères, n'ont pu suivre de règles simples. On trouve ainsi de nombreuses manières de classer les sinogrammes (Voir Dictionnaires de sinogrammes).
Un ostracon du XIVe siècle av. J.-C. découvert à Thèbes présenterait une occurrence d'un classement de graphèmes consonantiques antérieur à Ougarit,.
Les documents archéologiques semblent indiquer que les lettres des différents alphabets ont toujours été enseignées dans un même ordre – propre à chaque alphabet –, peut-être pour des raisons mnémotechniques. L'ordre des lettres établi par l'alphabet linéaire et l'alphabet phénicien, par exemple, a été plus ou moins conservé par les alphabets qui en sont dérivés, malgré quelques modifications (voir ci-dessous).
L'alphabet grec étant utilisé pour la numération, il était depuis une époque ancienne associé à un ordre rigoureux. Dès le IVe siècle av. J.-C., on trouve dans diverses îles de la mer Égée des listes indexées selon leur seule première lettre. Cet ordre est aussi celui que retient Zénodote pour l'organisation de la bibliothèque d'Alexandrie, dont il est le premier bibliothécaire, vers 280 av. J.-C ; le premier inventaire, qui en a été rédigé par Callimaque de Cyrène au IIIe siècle av. J.-C., comportait 120 rouleaux, classés par ordre alphabétique et par genre. Toutefois, le classement alphabétique n'était pas toujours utilisé de manière rigoureuse, ainsi qu'on peut le constater par le « Recueil des mots qui se trouvent dans Hippocrate », attribué à Érotianus au Ier siècle. Il est souvent limité aux deux premières lettres, comme on peut aussi le voir dans des papyrus grecs du IIe siècle ordonnant des listes de contribuables. Un informaticien actuel le considérerait comme du hashing.
L'ordre qui a longtemps prévalu pour les dictionnaires et encyclopédies ainsi que pour les bibliothèques était le classement thématique (voir l'article Encyclopédie). Cela s'explique à la fois par des raisons liées à la tradition savante et religieuse, mais surtout à une vision du monde où le fond prime sur la forme : tout est donc relié de façon organique sur la signification et non selon l'arbitraire d'un classement de signes.

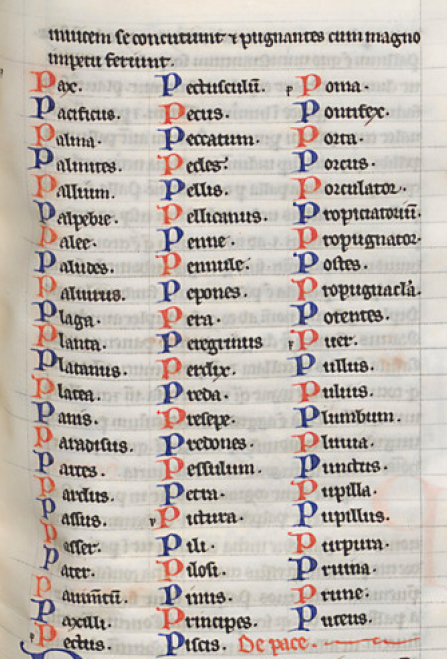
Exemple de classement alphabétique dans le Liber floridus. Manuscrit disponible sur Gallica. Copie faite en 1260 du manuscrit de 1120. L'ordre n'est pas rigoureux.

Cependant, dès 630, Isidore de Séville utilise le classement alphabétique au livre X de ses Etymologiae lorsqu'il donne les origines d'un certain nombre de mots. Le premier ouvrage d'importance utilisant un classement alphabétique est la Souda (Xe siècle), encyclopédie grecque rédigée à Byzance contenant 30 000 entrées. Ce classement n'y est pas encore rigoureux : certaines lettres y sont inversées et plusieurs mots commençant par une diphtongue sont classés avec les lettres produisant le même son. Au XIe siècle, le lexicographe Papias rédige dans le nord de l'Italie un dictionnaire en ordre alphabétique intitulé Elementarium doctrinae rudimentum. Cet ouvrage contribuera à diffuser le classement alphabétique dans les pays occidentaux. Dans le Liber floridus rédigé en 1120, Lambert explique l'origine de l'ordre alphabétique et donne une liste de mots ainsi classés.
Au XIIIe siècle, Jean de Gènes publie le Catholicon (1286), en le faisant précéder d'une préface expliquant longuement son système de classement et exhortant le lecteur à faire l'effort de l'apprendre, malgré sa difficulté. Le passage de simples index de deux lettres à un classement faisant intervenir autant de lettres que nécessaire, et pas toujours le même nombre, demande en effet un important effort d'abstraction, d'autant que la méthode de tri diffère totalement de celle des nombres, alors mieux connue. Les ateliers parisiens de manuscrits adoptent cette nouvelle technologie et ajoutent un index à leurs manuscrits les plus considérables, faisant de Paris « le centre de création d'index le plus important du XIIIe siècle ».
Du XIVe au XVIe siècle, le classement alphabétique s'enseigne peu à peu partout en Europe. Fait significatif : il l'est essentiellement à des adultes possédant déjà une bonne formation, parfois universitaire. L'invention de l'imprimerie donnera un coup d'accélérateur à un tel usage. Les humanistes l'adoptent dans divers ouvrages : Érasme classe alphabétiquement une collection de proverbes : les Adages (1500) ; la Polyanthea l'adopte également pour son grand florilège de nature encyclopédique publié en 1503 ; Conrad Gessner utilise le même classement pour décrire les animaux dans son ouvrage Historiae animalium (1551). Il en va de même pour l'Index librorum prohibitorum qui commence à paraître en 1559.
Au XVIIe siècle, l'usage du classement alphabétique continue à se répandre. A table alphabeticall of hard usual English words (1604) de Robert Cawdrey est le premier dictionnaire anglais utilisant le classement alphabétique ; c'est un petit livre in-octavo de 120 pages comptant quelque 2 500 entrées. Donald Knuth fait remarquer à propos de cet ouvrage que certains mots n'y apparaissent pas exactement à leur place, mais que ces erreurs sont plus fréquentes au début de l'ouvrage que dans la suite de celui-ci, ce qui suggère que l'auteur assimilait lui-même peu à peu le système au fur et à mesure qu'il avançait dans son travail.
Lorsque l'Académie française publie son premier Dictionnaire en 1694, l'arrangement retenu n'est pas le classement alphabétique des mots, mais celui des racines, afin de mettre en évidence les relations entre les mots de même famille. Elle adoptera le classement alphabétique dans la deuxième édition, parue en 1718, en raison du succès de l'ouvrage concurrent d'Antoine Furetière, à la suite duquel les dictionnaires adoptent massivement eux aussi le classement alphabétique.
Au XVIIIe siècle, la Cyclopaedia de Chambers (1728) et surtout l'Encyclopédie de Diderot et d'Alembert (1751-1772) légitiment définitivement le recours au classement alphabétique dans un ouvrage encyclopédique, bien que cette pratique ait entraîné quelques résistances dans les milieux intellectuels en raison de son côté arbitraire. L'adoption progressive du classement alphabétique est liée à un changement dans la façon de concevoir le monde et à la recherche d'une plus grande efficacité, ainsi qu'à un changement dans les habitudes de lecture.

## Classification et évolution des alphabets

### Ordre levantin
Le premier ordre alphabétique (ce qui est discutable depuis les travaux sur l’Alphabet protosinaïtique), déjà très proche du nôtre, est attesté à la fin de l'âge du bronze, avec l'alphabet ougaritique, écriture consonantique (abjad) en cunéiforme. Elle s'est poursuivie dans une autre écriture également consonantique sans lien pour la forme mais liée linguistiquement, celle du phénicien, d'où sont issus les principaux alphabets actuels : alphabet grec et ses avatars (alphabets gotique, cyrillique et latin en passant par l'étrusque), mais aussi écritures araméenne, syriaque, hébreu, arabe, etc.
Cet « ordre levantin » est à la base de l'exégèse numérique pratiquée sur la Bible (la gematria). Il a connu des modifications propres à l'histoire de chaque alphabet et à leurs exigences de notation. Ces modifications sont « aggravées » par le fait que les alphabets ont pu se transmettre via des langues très éloignées phonétiquement. Ainsi, notre alphabet comporte les lettres suivantes : /a/ qui, à partir du grec, remplace le coup de glotte, /b/ s'est maintenu, /g/ est devenu /k/ (lettre provenant elle-même du Γ gamma grec prononcé /k/ par les Étrusques) et a été noté par c en latin, /d/ s'est maintenu, /h/ est devenu /e/ à partir du grec), /w/ est devenu /f/ à partir du latin lui-même issu du digamma grec, /z/ a été remplacé par /g/ puis rejeté en fin d'alphabet à partir du latin, etc. Souvent, l'insertion d'une nouvelle lettre s'est faite sans altérer l'ordre alphabétique.
Certaines écritures ont été entièrement réordonnées pour des raisons graphiques afin d'en faciliter l'apprentissage, comme l'écriture arabe (Voir Histoire de l'alphabet arabe et Numération arabe, l'ordre originel réapparaissant dans la numération). Pour ces écritures, cependant, le choix d'un ordre alphabétique cohérent est toujours resté une priorité.

### Ordre sudarabique
Outre l'ordre levantin, il en existe un autre, pour les écritures dérivées de l'alphabet linéaire, dit ordre sudarabique, lui aussi ancien mais plus limité dans ses représentations. Attesté en sudarabique (et dans quelques tablettes en ougaritique trouvées hors d'Ougarit, comme celle de Beth Šemeš), il s'est transmis au syllabaire éthiopien, qui en découle. Ses premiers rangs sont les suivants (en transcription des langues sémitiques) : h, l, ḥ, m, q, w, š, r, etc.

### Ordre indien
En Inde, et à la suite dans tous les alphasyllabaires dérivés de la brāhmī (devanāgarī, et autres écritures de l'Inde, alphabet tibétain, thaï, etc.) ou qui en sont inspirés (comme, plus lointainement et après de nombreuses réfections, les kanas japonais), le classement est entièrement revu : il se fait de manière rationnelle, les graphèmes étant classés en rangées selon leur point d'articulation, d'abord les occlusives notant des phonèmes prononcés au fond de la gorge en premier puis en remontant petit à petit vers les articulations labiales suivies par les sonantes, les sifflantes et, en dernier lieu, les fricatives. Dans chaque rangée, on trouve d'abord la consonne sourde puis la sourde aspirée, la sonore, la sonore aspirée puis la nasale. Les voyelles sont classées à part, souvent en tête de liste. Il est évident que, de la même manière que pour l'ordre levantin, de nombreuses réorganisations ont pris place, selon les langues. À titre d'exemple, les premiers rangs consonantiques de la devanāgarī (en transcription des langues indiennes) sont les suivants : k, kh, g, gh, ṅ, c, ch, j, jh, ñ, ṭ, ṭh, ḍ, ḍh, ṇ, etc.

### Ordre dans l'alphabet latin standard moderne
L'ordre alphabétique dans l'alphabet latin standard moderne se généralise au XIIIe siècle. Il est le suivant :
A, B, C, D, E, F, G, H, I, J, K, L, M, N, O, P, Q, R, S, T, U, V, (W), X, Y, Z
L'alphabet latin classique est cependant le suivant :
A, B, C, D, E, F, G, H, I, (K), L, M, N, O, P, Q, R, S, T, V, X, (Y), (Z) (Les K, Y, Z sont cependant très rares)

#### Variations linguistiques
Parmi les langues utilisant l'alphabet latin, l'ordre alphabétique suivi par les dictionnaires peut différer en fonction des diacritiques ou des digrammes utilisés :
- En allemand, les umlaut (« Ä », « Ö », « Ü ») sont généralement traitées comme les lettres sans umlaut, mais il arrive pour les listes de noms qu'on les considère comme les combinaisons « Ae », « Oe » et « Ue ». Le « ß » est généralement ordonné comme « ss ».
- En croate, en serbe et d'autres langues slaves du sud, « Č » et « Ć » suivent « C », « DŽ » et « Đ » suivent « D », « LJ » suit « L », « NJ » suit « N », « Š » suit « S » et « Ž » clot l'alphabet.
- En breton, il n'y a ni « c » ni « q » ni « x », les lettres ch et c'h sont classées dans cet ordre entre le « b » et le « d ».
- En danois et en norvégien, l'alphabet se termine par « Æ », « Ø » et « Å ».
- En espagnol, l'ordre préconisé par l'Académie royale espagnole jusqu'en 1994 considérait « CH » et « LL » comme des lettres distinctes, placées respectivement après « C » et « L ». Depuis 1994, l'Académie a adopté l'usage conventionnel de les placer après « CG » et « LK ». En revanche, « Ñ » est toujours classé après « N ».
- En espéranto, les lettres accentuées (« Ĉ », « Ĝ », « Ĥ », « Ĵ », « Ŝ » et « Ŭ ») sont placées après les versions non accentuées, sauf dans l'ouvrage de référence Fundamento de Esperanto [19].
- Le féroïen possède plusieurs lettres supplémentaires : « Á », « Ð », « Í », « Ó », « Ú », « Ý », « Æ » et « Ø ». Les consonnes « C », « Q », « W », « X » et « Z » ne sont pas employées. Par conséquent, l'ordre alphabétique féroïen diffère légèrement de l'ordre traditionnel de l'alphabet latin : À Á B D Ð E F G H I Í J K L M N O Ó P R S T U Ú V Y Ý Æ Ø.
- En filipino, « NG » et « Ñ » sont des lettres distinctes.
- En français, les diacritiques sont rangés dans l'ordre aigu, grave, circonflexe, tréma. Pour e par exemple l'ordre alphabétique est : e é è ê ë (œ est considéré équivalent à oe).
- Le gallois possède des règles plus complexes : les combinaisons « CH », « DD », « FF », « NG », « LL », « PH » et « TH » sont parfois considérées comme des lettres uniques, ordonnées après le premier graphème de la combinaison, à l'exception de « NG », classé après « G ». Cependant, ces combinaisons ne sont pas toujours considérées comme des lettres uniques : par exemple, le gallois classe ainsi les mots suivants : LAWR, LWCUS, LLONG, LLOM, LLONGYFARCH. Le dernier de ces mots, qui juxtapose « LLON » et « GYFARCH », n'utilise pas la lettre « NG ».
- En hongrois, les lettres Ö et Ü sont classées respectivement après O et U. Les voyelles longues Á, É, Í, Ó, Ú, Ő, Ű sont traitées avec leurs contreparties brèves A, E, I, O, U, Ö, Ü.
- En islandais, « Ð » suit « D » et « Þ » est ajoutée à la fin de l'alphabet.
- En lituanien, « Ą » suit « A », « Č » suit « C », « Ę » et « Ė » suivent « E », « Į » et « Y » suivent « I », « Š » suit « S », « Ų » et « Ū » suivent « U » et « Ž » suit « Z ». De plus, les lettres « Q », « W » et « X » n'existent pas. L'ordre alphabétique est donc : A-Ą-B-C-Č-D-E-Ę-Ė-F-G-H-I-Į-Y-J-K-L-M-N-O-P-R-S-Š-T-U-Ų-Ū-V-Z-Ž.
- En néerlandais, la combinaison « Ĳ » était précédemment soit considérée comme « Y », soit classée après celle-ci, mais est à l'heure actuelle le plus souvent classées entre « II » et « IK », sauf pour les noms propres.
- En polonais, « Ą » suit « A », « Ć » suit « C », « Ę » suit « E », « Ł » suit « L », « Ń » suit « N », « Ó » suit « O », « Ś » suit « S », « Ź » et « Ż » suivent « Z ».
- En roumain, les lettres accentuées (« Ă », « Â », « Î », « Ş » et « Ţ ») sont des lettres distinctes, placées après les versions non accentuées.
- En suédois, « w » est perçu comme une variante de « V » et pas comme une lettre distincte. L'alphabet suédois utilise de plus trois voyelles considérées comme distinctes et placées à la fin : « Å », « Ä » et « Ö ». Les mêmes conventions sont utilisées en finnois ;
- En tatar, « ä » est considéré comme « a », « ö » comme « o », « ü » comme « u », « í » comme « i » et « ı » comme « e ». « Ş » est associée à « SH », « Ç » à « CH », « Ñ » à « NG » et « Ğ » à « GH ».
- En tchèque et en slovaque, les voyelles accentuées (« Á », « É », « Í », « Ó », « Ô », « Ú », « Ů » et « Ý ») ainsi que certaines consonnes présentant un háček (« Ď », « Ň » et « Ť ») sont considérées comme leur homographe non accentuée; si deux mots diffèrent d'un accent sur une voyelle, le mot accentué est placé après. « Č », « Ř », « Š » et « Ž » sont considérées comme des lettres distinctes et placées après leur homographe sans háček. De plus, « CH » est considérée comme une lettre à part entière, située entre « H » et « I ». En slovaque, « DZ » et « DŽ » sont placées entre « Ď » et « E ».

## Principes de classement
Jusqu'en 2010, le classement alphabétique était encadré en France par la norme Afnor NF Z44-001 sur le classement des patronymes et des noms géographiques. Cette norme a été annulée en novembre 2010, en raison de l'informatisation des bases de données, à laquelle elle ne permettait pas de répondre de façon satisfaisante.
La production d'un classement alphabétique suit toujours certaines règles générales. Le principe fondamental consiste à comparer les mots, caractère par caractère. Si les n premiers caractères sont identiques, on prend le suivant. Si le n-ième caractère diffère, l'ordre est établi. Au-delà de la dernière lettre de l'un des deux mots, le mot le plus court est considéré comme venant en premier. Il convient donc pour classer correctement de connaître :
- l'ordre dans lequel sont classées les lettres d'un alphabet donné, ordre qui dépend de règles historiques différant d'une langue à l'autre même si elles utilisent un alphabet très proche ;
- l'existence de graphèmes complexes (ligatures, digrammes) à prendre en compte (dans une langue, tel digramme comptera pour une lettre et aura son rang, dans telle autre, non) ;
- les exceptions et la justification de celles-ci. On classera Louis IX après Louis VIII, même si I précède alphabétiquement V. En outre, un ouvrage français se nommant XVe siècle sera classé à la lettre Q et non X, tandis que son équivalent italien sera classé à quattrocento et non à quinzième siècle.

### Ligatures, lettres accentuées et majuscules
La ligature œ (ou e dans l'o) est à considérer en français comme un o suivi d'un e (deux caractères) pour le classement alphabétique, alors que oe et œ ont deux rôles entièrement distincts en français :
- moelle, mœurs
- coefficient, cœur, coexistence

En anglais, la ligature œ est considérée dans la même manière, mais la ligature æ est aussi encontrée, laquelle, de même, est à considérer comme un a suivi d'un e pour le classement alphabétique.
En première analyse, les caractères accentués, de même que les majuscules, ont le même rang alphabétique que le caractère fondamental :
- Marx, marxisme
- règlement, règlementaire
- rebelle, rébellion

Si plusieurs mots ont le même rang alphabétique, on tâche de les distinguer entre eux grâce aux majuscules et aux accents (pour le e, on a l'ordre e, é, è, ê, ë) :
- calvados, Calvados
- légitime, légitimé
- pécher, pêcher

Ce double classement (sans puis avec les accents) donne finalement :
- légitime, légitimé, légitimes, légitimés

La comparaison des caractères accentués se fait alors à l'envers en commençant par la dernière lettre :
- élève, élevé

### Noms propres
Dans le cas des noms propres, le classement alphabétique (carnet d'adresses, bibliographie, discographie, etc.) retiendra le nom puis le prénom, ce qui permet de grouper les éventuels liens de parenté. Une difficulté peut survenir dans certaines langues étrangères dans l'identification des noms et prénoms, dont l'ordre peut être inversé. Selon la pratique anglo-saxonne, il est également délicat de distinguer le deuxième prénom d'un nom composé.
Quelques exemples (utilisation de la virgule) : Bach, Jean-Sébastien ; Björk ; Browne, Nacio Herb ; Davis, Miles ; Hancock, Herbie ; Hooker, John Lee ; Piaf, Édith, etc. Au lieu de séparer le prénom du nom par une virgule, on peut le mettre entre parenthèses.
Il faut considérer le contexte d'emploi : un docteur Martin sera listé dans un annuaire à la lettre M, mais en filmographie le Docteur Mabuse comme le Docteur Jivago seront bien à la lettre D, le terme de docteur faisant partie du nom du film lui-même.
Dans le cas des noms de lieu composés à partir de Saint-, Sainte- ou Saintes-, la règle est de suivre exactement l'ordre des lettres comme s'il n'y avait pas de trait d'union. On classera donc dans l'ordre suivant : Saint-Denis, Sainte-Hélène, Saint-Élie, Sainte-Maxime, Saint-Émilion, Saintes-Maries-de-la-Mer, Saint-Estèphe. Le tri informatique ne respecte pas toujours cette règle.
Dans le cas des noms de famille d'origine écossaise ou irlandaise composés à partir de Mc-, la règle (en particulier dans les pays anglophones) est de les lister tous sous Mac, comme s'il y avait une lettre A manquante. On classera donc dans l'ordre suivant : Macadam, McCarthy, McDonald, McKenzie, McKinley, Mackintosh, Macnamara. Le tri informatique ne respecte pas toujours cette règle.
Les noms à particule sont classés sur le nom qui suit la particule. Pour le classement des noms à article, l’article – même contracté avec une particule – fait corps avec le nom.

### Titres d'ouvrages
Les articles définis, quelle que soit la langue (le, la, les, l’ en français ; the en anglais ; il, lo, la, lo, i, gli, le, l' en italien ; die, das, der en allemand ; etc.) sont ignorés dans le classement. Exemples :
Le Cabinet du docteur Caligari est classé à C, L'Affaire Pélican à A, The Champ à C, Die Marquise von O... à M, L'Expérience à E, La traviata à T, La vie est un long fleuve tranquille est classé à V, etc.
Cette règle se réfère à la documentation Afnor Z44-080 sur les Règles de classement bibliographique. Plus spécifiquement, le paragraphe portant sur le Titre propre et autres titres stipule que : « Tous les éléments figurant dans le titre propre servent au classement, à l'exception de l'article initial (défini, indéfini, partitif) sauf quand il fait partie d'un nom propre ou d'un nom géographique. ».
Exemple : Pour les spécialistes de l'information, lorsqu'on veut établir une notice bibliographique pour ce titre, l'article "la" est mis à la fin de la phrase et entre parenthèses. Puis lorsqu'on veut classer la notice alphabétiquement, vraisemblablement le "V" est placé toujours entre "U" et "W" suivant l'ordre de l'alphabet français.
Les articles indéfinis (un, une, des) sont classés à leur lettre initiale (U et D).
La gestion des chiffres (comme celle des signes de ponctuation) propose plusieurs possibilités :
- soit ils sont placés avant les lettres de l'alphabet et se classent au chiffre initial ;
- soit ils sont écrits en toutes lettres et se classent à la lettre initiale.

Selon les systèmes d'exploitation, ils peuvent être placés avant ou après les lettres.
Exemples :
- 2001, l'Odyssée de l'espace se classera à 2
- Les Mille et Une Nuits se classera à M

Parfois, le passage introductif n'est pas utilisé pour le classement, quand le nom ou le titre est trop long. Exemple :
- …And You Will Know Us By The Trail Of Dead / Trail Of Dead (…And You Will Know Us By The)

## Technique des bibliothécaires
Un classement manuel est une opération dont le temps en fonction du nombre d'ouvrages est en O(N²), mais peut être accélérée en utilisant l’algorithme du tri rapide qui est en O(N log N). Comme dans une bibliothèque moyenne l'ordre de grandeur de N va typiquement de 10 000 à 100 000, les bibliothécaires associent à chaque ouvrage un code de 3 lettres (qui sont en général les trois premières de son titre), et n'ont ainsi à trier entre eux que les livres de trigramme identique, qui se réduisent pour la plupart à moins d'une centaine. La rapidité de l'opération en est ainsi considérablement augmentée, même s'il faut traiter un ou deux milliers de trigrammes.
Cette opération permet aussi de reclasser en permanence les livres pendant les heures de fonctionnement de la bibliothèque, y compris par plusieurs personnes en même temps, trigramme par trigramme à la fois.

## Traitement informatisé
Pour des raisons d'habitudes, d'ancienneté du principe, ou de facilité de mise en œuvre, de nombreux développeurs de logiciels utilisent ou ont utilisé le classement selon l’ordre des codes dans le codage de caractères utilisé (par exemple ASCII ou UTF-8), nommé ordre lexicographique. Ce classement coïncide avec le classement alphabétique pour les mots contenant uniquement des lettres sans diacritique et toutes en majuscule (ou en minuscules), mais donne un résultat généralement incorrect dès qu’il y a des diacritiques, des espaces, des signes de ponctuations ou un mélange de lettres capitales et minuscules (ce dernier point est toutefois facilement résolu en convertissant tout en capitale).
Le paramètre de « Localisation » dans les systèmes d'exploitation permet aux fonctions de comparaison de mots d'effectuer les bonnes équivalences dans la langue considérée, comme, en français, les lettres A, À, Â, Ä, ä, â, à..., alors que les codes de ces lettres sont loin d'être voisins. Ainsi, il n'y a pas lieu de recompiler une même application pour chaque langue existante.